# Alter jüdischer Friedhof (Bad Camberg)

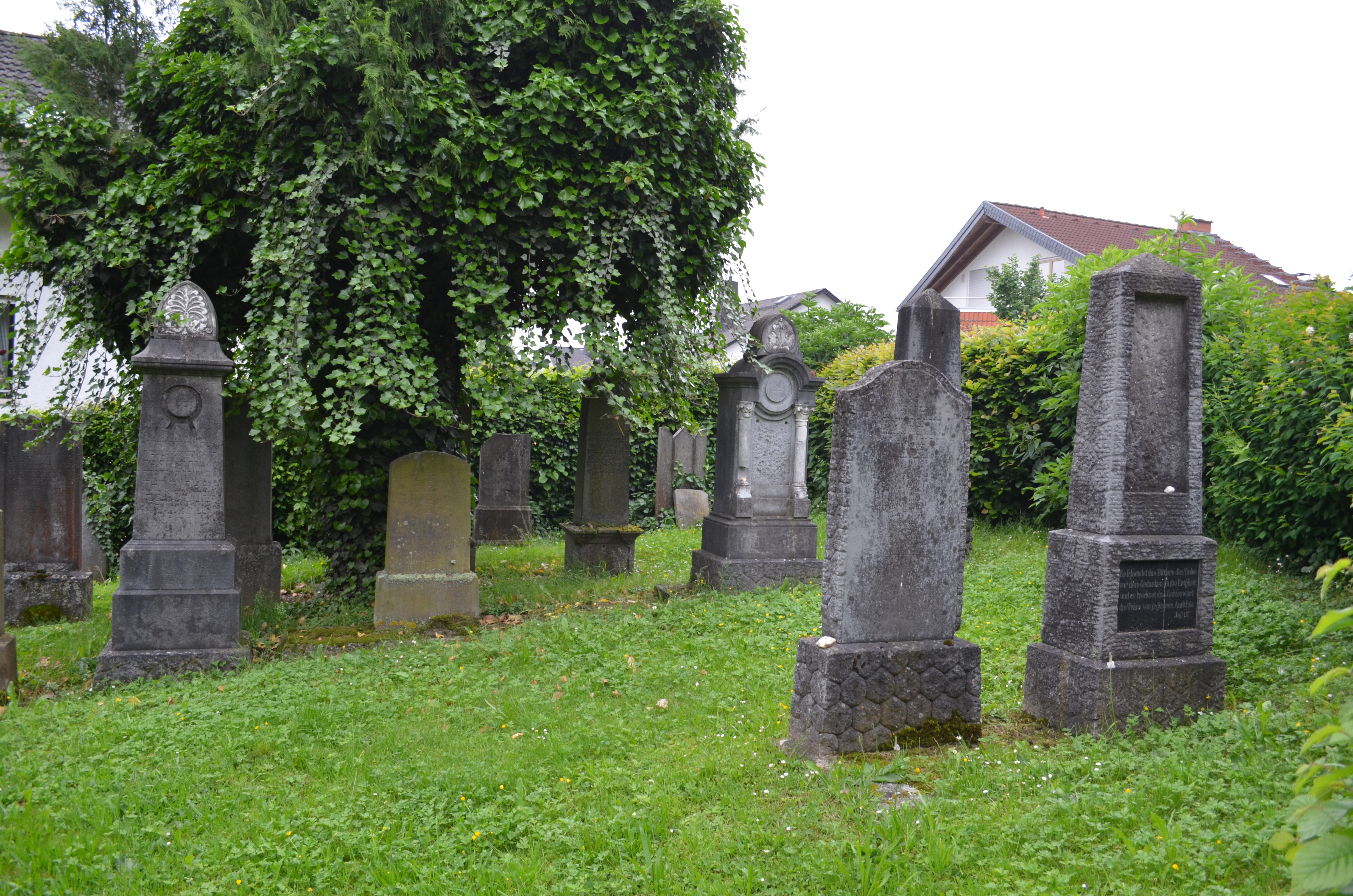
Alter jüdischer Friedhof in Bad Camberg

Der Alte jüdische Friedhof in Bad Camberg, einer Stadt im Landkreis Limburg-Weilburg im Westen von Hessen, wurde vermutlich im 19. Jahrhundert errichtet. Der  2,07 Ar große jüdische Friedhof an der Kapellenstraße, Ecke Danziger Straße ist ein geschütztes Kulturdenkmal.